# Аспах (Верхний Рейн)
Аспах (фр. Aspach) — коммуна на северо-востоке Франции в регионе Гранд-Эст (бывший Эльзас — Шампань — Арденны — Лотарингия), департамент Верхний Рейн, округ Альткирш, кантон Альткирш.
Площадь коммуны — 4,2 км², население — 1132 человека (2006) с тенденцией к стабилизации: 1131 человек (2012), плотность населения — 269,3 чел/км².

## Население
Население коммуны в 2011 году составляло 1132 человека, а в 2012 году — 1131 человек.
| 1962 | 1968 | 1975 | 1982 | 1990 | 1999 | 2006 | 2011 | 2012 |
| ---- | ---- | ---- | ---- | ---- | ---- | ---- | ---- | ---- |
| 588  | 568  | 629  | 758  | 887  | 981  | 1132 | 1132 | 1131 |

Динамика населения:

## Экономика
В 2010 году из 759 человек трудоспособного возраста (от 15 до 64 лет) 592 были экономически активными, 167 — неактивными (показатель активности 78,0 %, в 1999 году — 69,0 %). Из 592 активных трудоспособных жителей работали 540 человек (278 мужчин и 262 женщины), 52 числились безработными (28 мужчин и 24 женщины). Среди 167 трудоспособных неактивных граждан 70 были учениками либо студентами, 56 — пенсионерами, а ещё 41 — были неактивны в силу других причин.
На протяжении 2011 года в коммуне числилось 438 облагаемых налогом домохозяйств, в которых проживало 1154,5 человека. При этом медиана доходов составила 23 549 евро на одного налогоплательщика.

## Достопримечательности (фотогалерея)

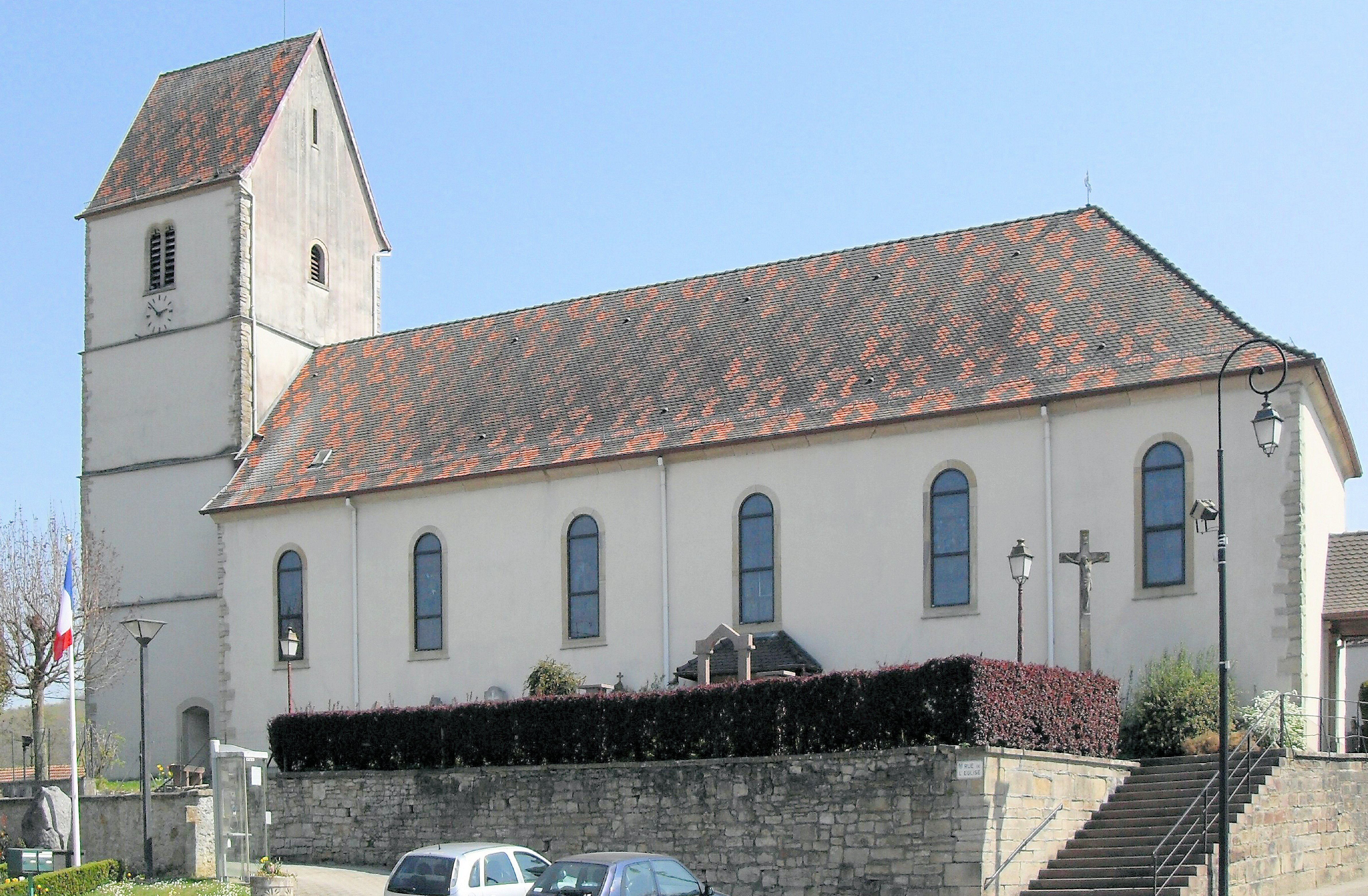
Церковь